# フィリップ・ステイプルトン
サー・フィリップ・ステイプルトン（英：Sir Philip Stapleton, 1603年 - 1647年）は、清教徒革命（イングランド内戦）期のイングランドの軍人・政治家。ヨークシャー選出の庶民院議員で内戦中は議会派を支持した。姓はStapyltonまたはStapiltonとも表記される。ヘンリー・ステイプルトンの次男。
1617年にケンブリッジ大学クイーンズ・カレッジへ入学、1630年に騎士になった。
短期議会でヘドン選挙区から選出、長期議会ではバラブリッジ選挙区から選出された。ジョン・ピムの支持者になり1642年2月に生じた庶民院と貴族院の調停に努め、第一次イングランド内戦で軍人としても活動、10月23日のエッジヒルの戦いでは右翼のウィリアム・バルフォアの指揮下で2個騎兵連隊を率いて王党派と戦った。以後の戦闘は苦戦続きで翌1643年6月18日のチャルグローヴ・フィールドの戦いでルパート（後のカンバーランド公）の王党派騎兵隊に攻撃され敗走、6月25日も王党派に敗れ、9月20日の第一次ニューベリーの戦いでエセックス伯ロバート・デヴァルーの指揮下で国王軍と激戦の末撤退、ルパートに近付きピストルを撃つという場面もあった（銃弾は外れた）。一方、1642年に戦争指導の公安委員会に入り、1643年にはスコットランドとの合同機関である両王国委員会にも入った。
1644年12月3日にエセックス伯の屋敷で長老派指導者としてエセックス伯とデンジル・ホリス、ブルストロード・ホワイトロックらと共にラウドン伯爵ジョン・キャンベルを長とするスコットランド国民盟約（盟約派）と協議し、オリバー・クロムウェルを戦争扇動者として告発する計画を協議したが失敗、辞退条例で自分が軍から排除された。1647年に軍と議会が対立するとホールズらと共に議会側に立ち軍を抑えようとしたため、軍から弾劾されフランス・カレーへ亡命、そこで死亡した。

## 子女
1627年にジョン・ホタムの娘フランシスと結婚、4人の子を儲けた。
- ジョン（? -1697年）
- ロバート（? - 1675年）
- メアリー（生没年不詳） - フィッツウィリアム子爵トマス・フィッツウィリアム（英語版）と結婚
- 娘

続いてダクレ男爵ヘンリー・レナードの娘と再婚、5人の子を儲けた。
- ヘンリー（? - 1723年）
- フィリップ（? - 1729年）
- フランセス（生没年不詳）

他に2人の娘がいる。